# Ulrichskapelle (Fischbach bei Dahn)
Die im spätgotischen Stil erbaute Ulrichskapelle steht auf dem Friedhof von Fischbach. Die unter Denkmalschutz stehende Kapelle hat eine Reliquie ihres Namenspatrons erhalten.

## Geschichte
Im 9. Jahrhundert errichteten Mönche der Benediktinerabtei St. Peter und Paul in Weißenburg den Bau ursprünglich als Peterskapelle. Nach dem Wechsel in die Zuständigkeit der St. Walburger Benediktiner wurde sie dem heiligen Ulrich geweiht und nach Gründung der Pfarrei in Fischbach 1487 derselben zugeordnet. Plünderungen der Kapelle durch den Vogt Dörsch von der Wegelnburg, im Dreißigjährigen Krieg und im Pfälzischen Erbfolgekrieg hinterließen ihre Spuren.
Schriftliche Erwähnung findet die Kapelle im Zusammenhang im Streit um die Abgaben zwischen Hanau-Lichtenberg, den Grafschaften Pfalz-Zweibrücken und dem Herzogtum Lothringen.
1947 wurden die Schäden des Zweiten Weltkriegs beseitigt; 1972 wurde sie nochmals restauriert.

## Architektur und Ausstattung
Nach ihrer langen Geschichte stellt sich der Saalbau heute im spätgotischen Stil dar.
Ein Seitenaltar stammt aus der Gefängniskapelle von Landau. Im Chor steht eine Mensa aus Stein, die aus vorhandenen Mensen gefertigt wurde. Die Mensa dient als Zelebrationsaltar.
Die hochgotische, 67 cm hohe "Maria vom guten Rat" aus Lindenholz stammt aus dem 13., Anfang 14. Jahrhundert. Sie ist eine der ältesten Mariendarstellungen des Bistums Speyer. Sie soll aus dem Kloster Stürzelbronn stammen. Wegen der Diebstahlgefahr wurde das Original im historischen Museum der Pfalz in Speyer aufgestellt und durch eine Kopie ersetzt.
Die 80 cm hohe Statue des heiligen Ulrich ist mit den Insignien Buch und Fisch ausgestattet und steht rechts vom Chorbogen.
Auf der linken Seite steht die Statue des heiligen Wendelin. Beide Figuren aus Lindenholz sind neu gefasst. Sie stammen aus der ersten Hälfte des 18. Jahrhunderts.
An der Rückwand steht eine Gipsfigur der heiligen Anna. Die Herkunft ist unbekannt. Die Statue wurde im Zweiten Weltkrieg in der Pfarrei Schleithal in Sicherheit gebracht. Seit 1955 steht sie wieder am alten Platz.
Auf Bitte des Pfarrers Ludwig Schaufert überließ 1870 das bischöfliche Ordinariat Augsburg eine Reliquie des heiligen Ulrich aus einem Finger der rechten Hand, gefasst in Gold und Perlen. Zur Präsentation dient eine dafür angeschaffte Monstranz.
Der 1968 für die Pfarrkirche geschaffene Kreuzweg ist seit 1985 in der Kapelle angebracht. Der Kreuzweg besteht aus Keramik und ist farbig glasiert und wurde durch Spenden finanziert. Die erste Erwähnung des Geläuts stammt aus dem Jahr 1576, in dem die Glocke vom Vogt Dörsch "weggenommen" wurde. 1836 wurde eine Glocke geweiht mit der Inschrift "Angeschafft durch Beiträge der Katholiken der Pfarrei Fischbach 1836. Mein Gewicht ist ungefähr 100 Pfund schwer. Gegossen von Peter Lindemann in Zweibrücken. Udalricus". 1869 musste diese Glocke die zersprungene Glocke der Pfarrei Fischbach ersetzen, um dann ebenfalls zu zerspringen. 1870 wurde das Türmchen samt Glocke vom Faunerhof auf die Kapelle gesetzt. Das Glöckchen wog 50 kp und läutete mit dem Ton h. 1917 sollte die Glocke für Rüstungszwecke eingeschmolzen werden. In der Nacht vor der geplanten Ablieferung verschwand die Glocke. Polizeiliche Ermittlungen waren erfolglos. Wenige Tage nach Kriegsende tauchte sie wieder auf und erklingt bis heute.

Statuen
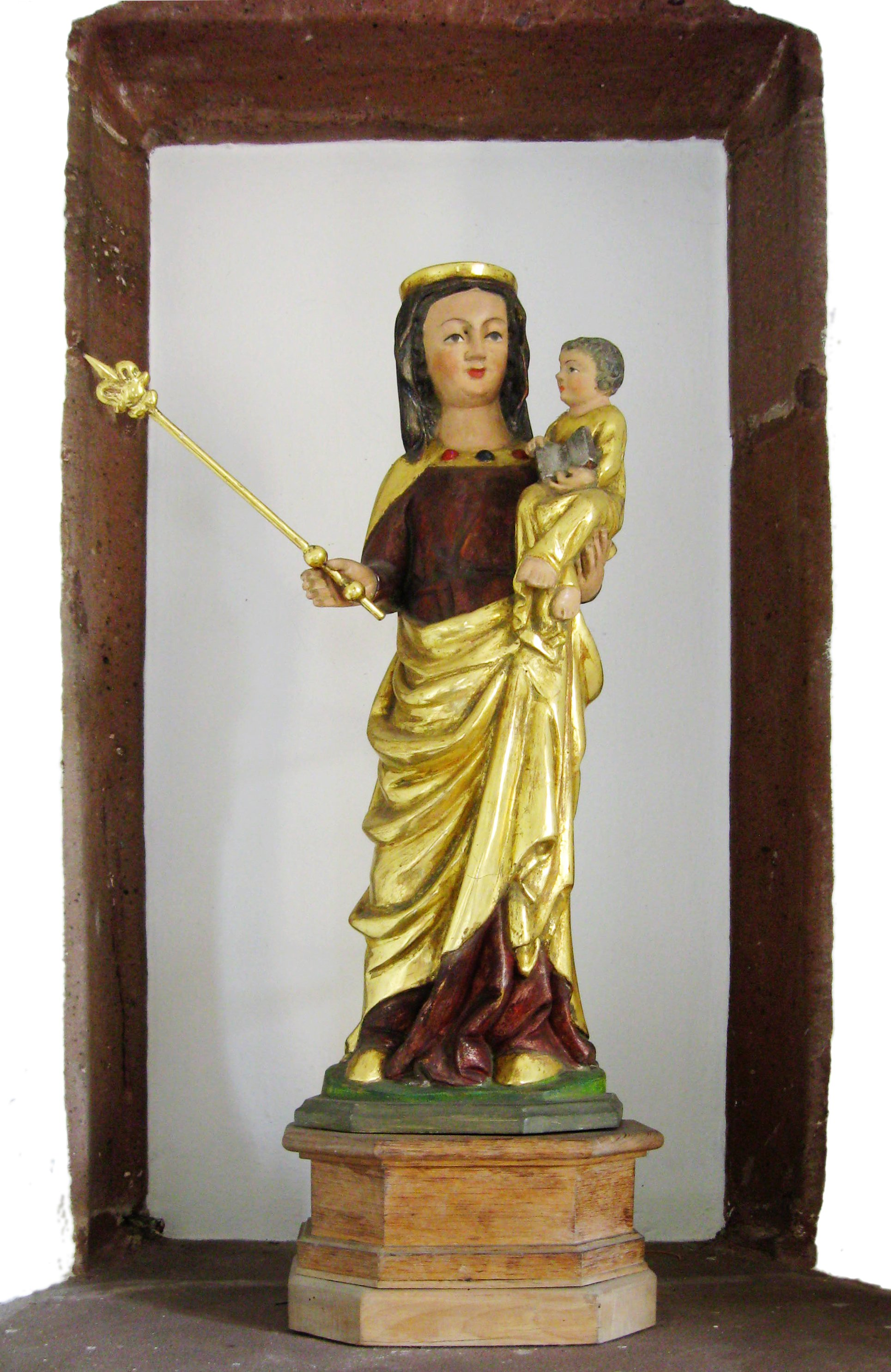
Maria
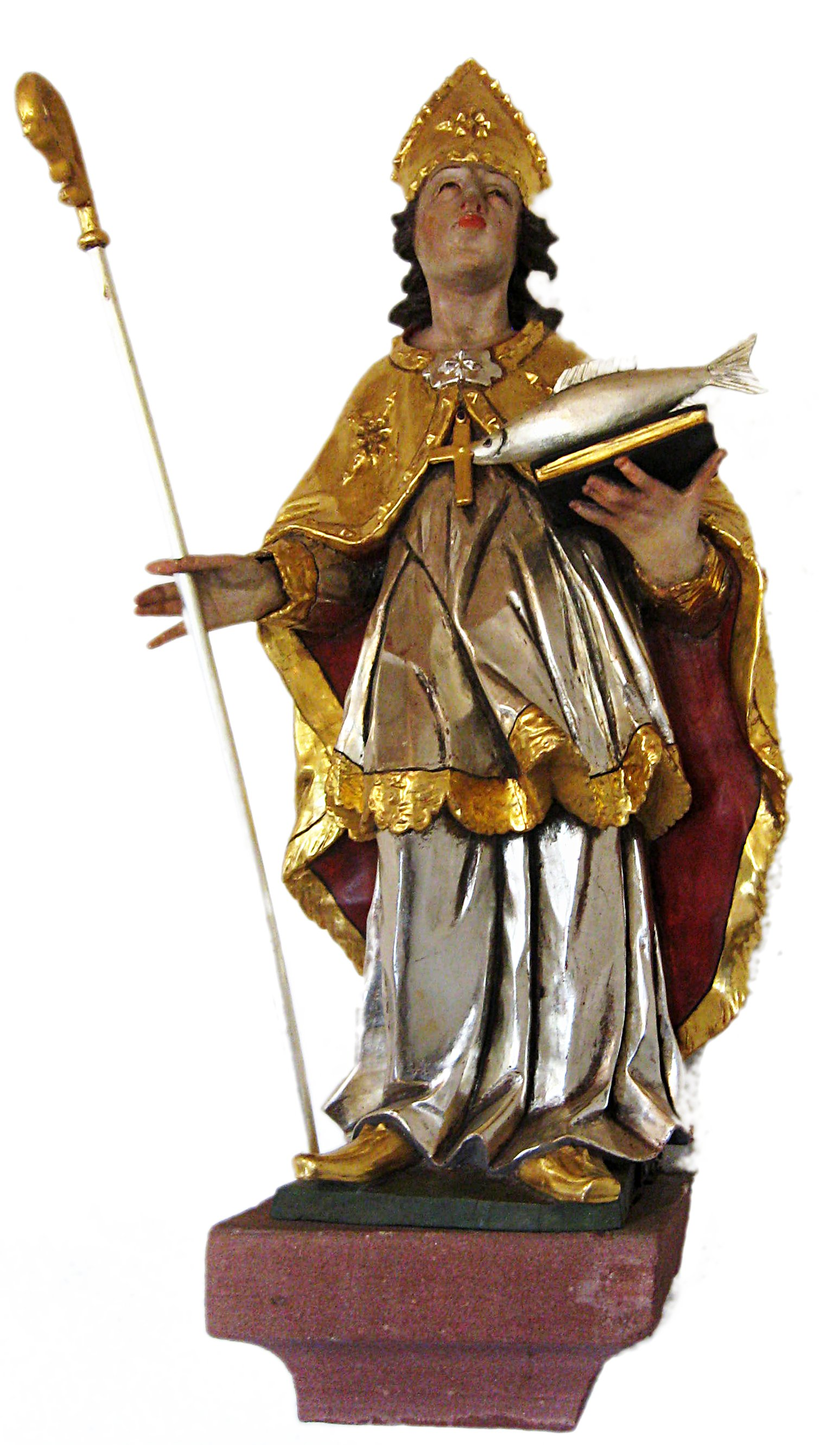
Heiliger Ulrich
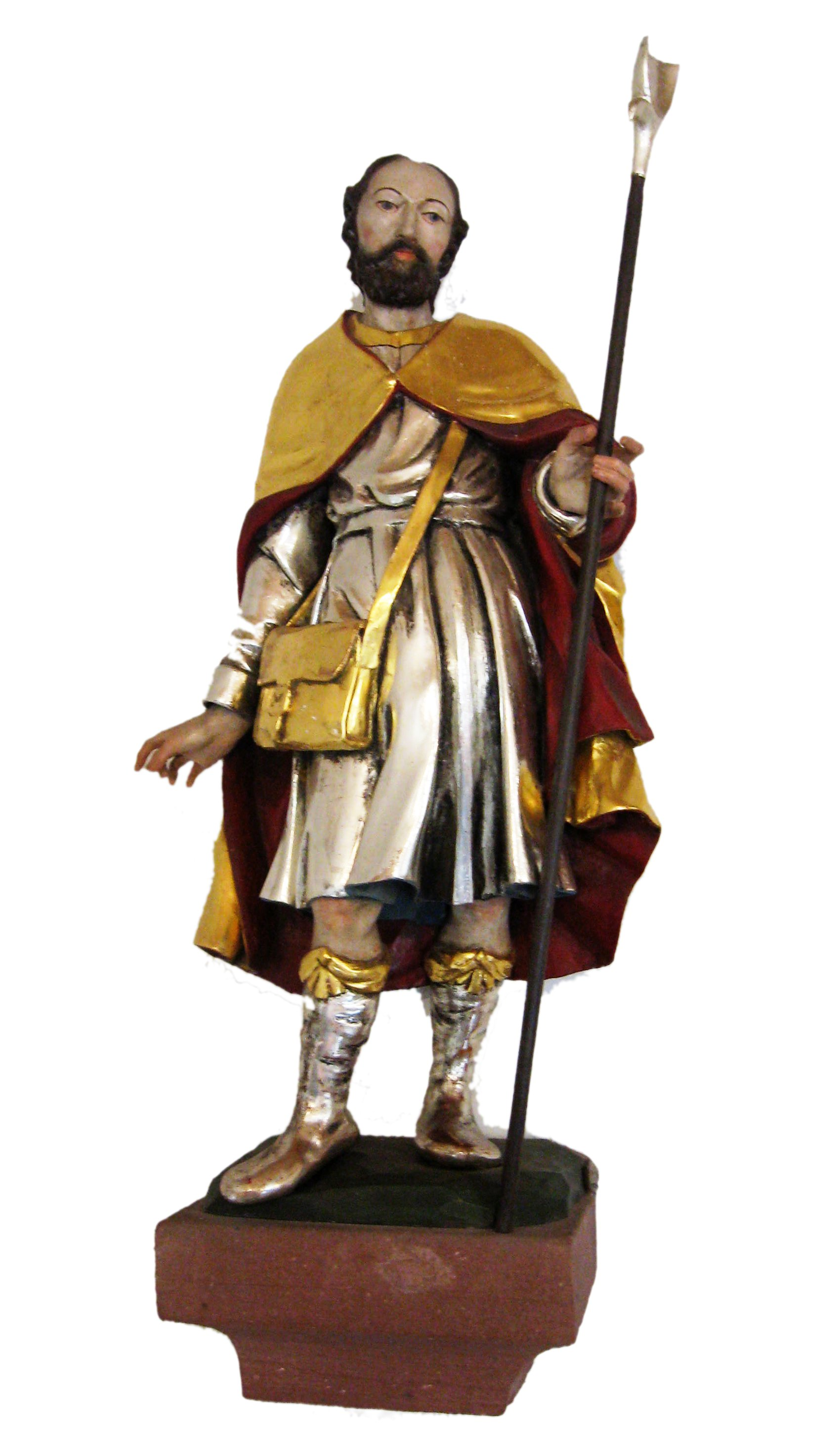
Heiliger Wendelin
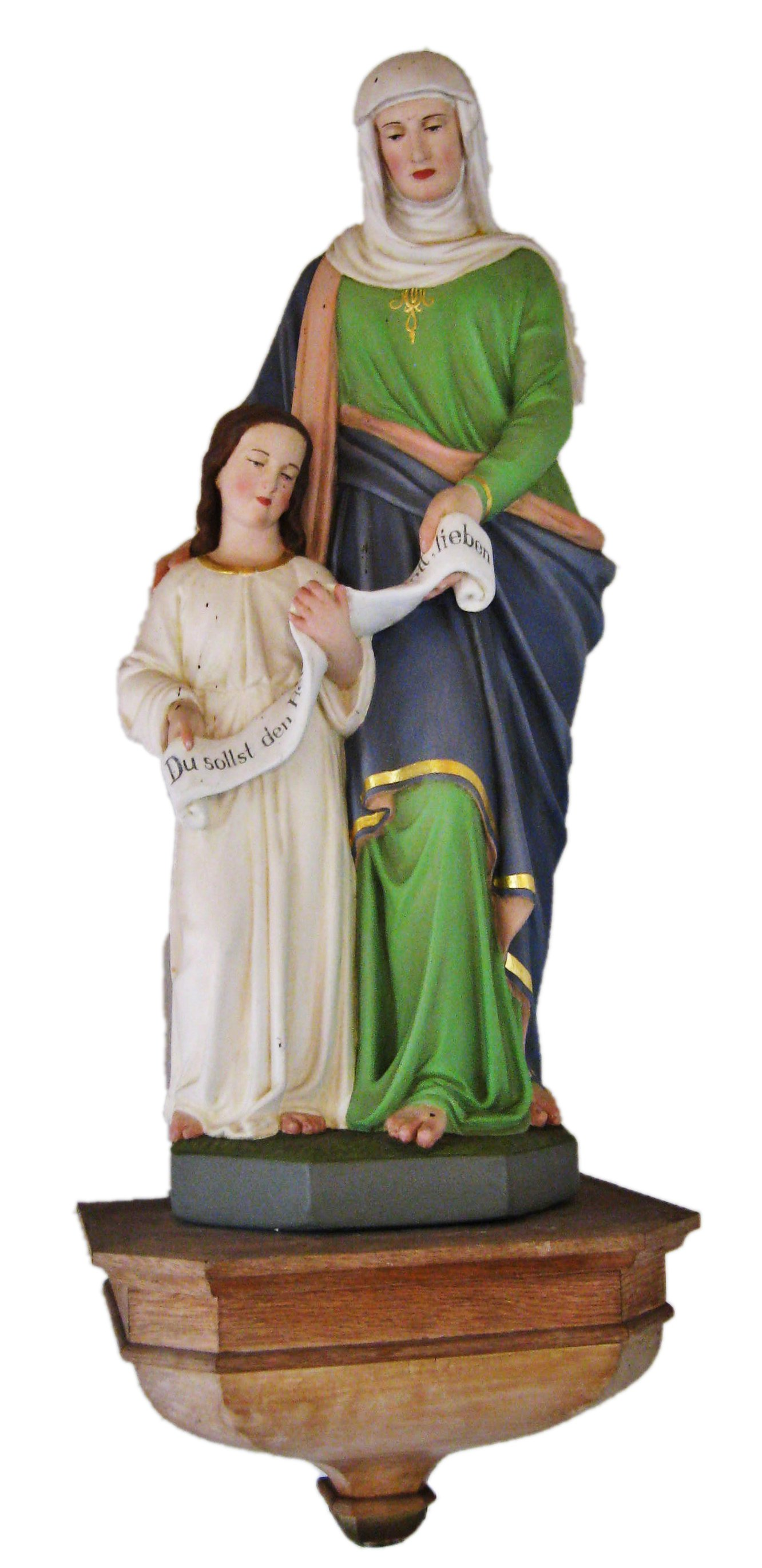
Heilige Anna